# 国民革命军第八十一军
国民革命军第八十一军是宁夏马鸿宾的回族武装。

## 历史
1928年秋，宁夏“二马”马鸿宾、马鸿逵部归顺冯玉祥国民军。1929年5月，南京国民政府召开军事编谴会议，宁夏“二马”叛冯投蒋。1930年中原大战后，马鸿宾部被改编为新编第7师、马鸿逵部被改编为第35师。1933年，宁夏“二马”奉命对调部队番号，马鸿宾部的新编第7师改称第35师。
1937年7月抗日战争爆发后，马鸿宾第35师扩编为第八十一军，隶属国民革命军第十七集团军：
- 军长马鸿宾
- 第35师：马鸿宾兼任师长，副师长马腾蛟
  - 第103旅：旅长马玉麟
    - 第205团：副团长韩哲生。二营长王五典。
    - 第206团：团长张海禄

  - 第104旅：旅长马培清
    - 第207团：
    - 第208团：团长马锺。
- 独立第35旅：马献文任旅长。

1938年5月国民政府军事委员会任命马鸿宾为绥西防守司令，率该军进驻绥西地区抗日，驻中公旗的乌布浪口、四义堂、乌兰脑包、乌镇一带。马鸿逵拨出的骑1旅、骑2旅，分驻五原、狼山，归马鸿宾指挥。马鸿逵还派遣1个警备旅驻磴口县三盛公为预备队。1939年4月，马鸿宾升任第十七集团军副总司令兼参谋长。1940年2月1日五原战役中，205团坚守司仪堂阵地、208团坚守乌布浪口阵地。整个五原战役，35师牺牲1000余人，伤2000余人，其中冻伤者就达700余人。第208团团长马钟战后被马鸿宾派人押往黄渠桥军法惩处。1940年5月该军从绥西移防伊克昭盟北部达拉特旗的黄河南岸，担任河防守备，被当地人称为“宁夏西军”。收复了伊克昭盟滩地及沙窝地区。1942年初，进驻在包头南的大树湾、桃力民。  
1943年底，绥西防务全部由傅作义部负责，该军撤回宁夏中卫：
- 独立第35旅扩编为暂编第60师：马献文任师长
- 第35师，马惇靖任师长；
- 直属骑兵团：团长马文祥，副团长卡得云

1945年9月，马鸿宾辞军长，马惇靖继任军长。1946年改为整编第81师。
- 师长马惇靖
- 副师长马忠
- 整编第35旅：马惇靖任兼任旅长；
- 暂编第60旅：1947年初，暂编第60旅改番号为整编第228旅。马献文任旅长。

1947年5月，整81师参加陇东三边战役，被歼灭1个团。
1948年9月，整编第81师恢复第八十一军番号。
- 第35师，师长马惇靖/马奠邦
- 第228师，马献文任师长。1949年改番号为第294师，师长马绍翰。
- 第358师，1949年增编。师长马明德。

1949年9月宁夏战役中，遭解放军沉重打击后，西北軍政長官公署副长官马鸿宾率领在宁夏中宁地区起义，接受解放军改编。